# چانگ هنگ
چانگ هِنگ (به چینی سنتی:張衡؛ چینی ساده:张衡؛ پین‌یین:Zhāng Héng؛ وید-جایلز:Chang Heng) (زادهٔ ۷۸ – مرگ ۱۳۹ میلادی) همه‌چیزدان، ستاره‌شناس، ریاضیدان، مخترع، جغرافیادان، نقشه‌کش، هنرمند، شاعر، سیاستمدار و ادیب چینی از نانیانگ هنان بود که در روزگار دودمان هان خاوری می‌زیست.
او دستگاهی را ساخته بود که شیوهٔ کارش همانند زلزله‌نگارهای کنونی بود. او زمین را گوی‌مانند می‌دانست و شمار قاره‌های زمین را ۹ تا می‌انگاشت.
چانگ هِنگ زندگی حرفه‌ای خود را به عنوان یک کارمند جزء دولت در نانیانگ آغاز کرد. در نهایت، او ستاره‌شناس ارشد، سرپرست بلندپایگان اصلی برای کالسکه‌های رسمی، و سپس عهده‌دار سرپرستی کاخ در دربار پادشاهی شد. در آن‌جا موضع سازش‌ناپذیر او بر روی مسائل تاریخی-تقویمی (نگاه‌داری دقیق زمان) و وقت‌شناسی او را به یک چهره جنجالی تبدیل کرد و از رسیدن او به مقام رهبری مورخان ارشد جلوگیری کرد. رقابت سیاسی او با خواجگان کاخ در زمان سلطنت امپراتور شون (۱۲۵ تا ۱۴۴ میلادی) او را ناچار به تصمیم به کناره‌گیری از نهاد مرکزی و خدمت به عنوان فرمان‌دار هیجیان در استان هبئی کرد. چانگ هِنگ برای زمان کوتاهی به نانیانگ شهر خانگی خود بازگشت، پیش از آن‌که بار دیگر در ۱۳۸ برای خدمت در پایتخت بازخوانده شد. او در آنجا پس از یک سال، در ۱۳۹ درگذشت.